# One-shot

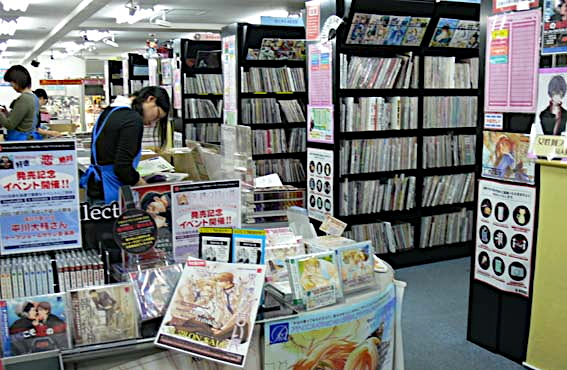
Tienda de manga en Japón

One-shot (literalmente: un disparo; anglicismo traducido al español como capítulo único o historia autoconclusiva publicada en un único tomo) es un término utilizado en las historietas estadounidenses y en el manga para designar una historieta de un solo capítulo.

## En Estados Unidos
En la industria de las historietas de Estados Unidos, el one-shot se usa para designar a una historieta piloto o independiente cuya historia se diseña para durar una sola edición. Estas ediciones suelen ser etiquetadas como «#1», a pesar de que no se realizarán números siguientes, y a veces se les añade el subtítulo «especial».
En ocasiones, un personaje o concepto puede aparecer en una serie de one-shots cuando no se prevé una rentabilidad económica suficiente como para merecer una serie constante o una serie limitada pero es lo suficientemente popular como para ser publicada de manera periódica, a menudo trimestral o anualmente, como por ejemplo, Franklin Richards: Son of a Genius de Marvel Comics. Este tipo de historieta no debe confundirse con libros de historietas anuales, que suelen ser publicados como material adicional de una serie en curso.

## Manga
En la industria del manga, el mismo concepto se expresa con el término yomikiri (読み切り?), que implica que la historieta se presenta como un todo sin ningún tipo de continuación. Un manga one-shot suele narrar toda su historia en unas 15 a 60 páginas, por lo general escritas para concursos, siendo en ocasiones convertido posteriormente en una serie manga de larga duración (análogamente a un episodio piloto para la televisión). Muchas series populares de manga comenzaron como un one-shot, como El Puño de la Estrella del Norte, Gintama, Naruto, One Piece, Bleach, Death Note, Berserk, Kami nomi zo Shiru Sekai, Terra Formars, Kinnikuman y Kuroko no Basket, entre otros. Algunos mangaka famosos, como Akira Toriyama y Rumiko Takahashi, han trabajado en numerosas historias one-shot además de en sus obras serializadas. Rising Stars of Manga es una competición anual de one-shots en inglés, muchos de los cuales han pasado a ser series de manga de larga duración.

## En línea
Dado el aumento de la popularidad de las publicaciones en línea de trabajos de ficción y poesía, a menudo escritos en capítulos breves a semejanza de los números de las publicaciones de historietas, el término one-shot también está siendo utilizado para describir obras de la literatura electrónica autoconclusivas de un único capítulo de longitud.